# Guy de Laval (évêque)
Pour les articles homonymes, voir Guy de Laval.
Guy de Laval, fils de Guy VIII de Laval et de Jeanne de Brienne. Il fut évêque de Quimper de 1324 à 1325, puis du Mans de 1326 jusqu'en 1338. 

## Biographie
Il fut d'abord doyen de l'Église du Mans. Il fut de bonne heure en faveur auprès du pape Jean XXII. Outre son canonicat du Mans qu'il garda, il était chanoine d'Angers. Il fut plusieurs fois chargé de missions dans ces deux diocèses, par exemple : de faire pourvoir Jean Langlois, licencié ès lois, d'un bénéfice en son diocèse d'Angers ; Emeric de la Brunetière, de Brunathia, de la cure des Ulmes, 1317 ; le fils de Guillaume Josselin, d'Aubigné, d'un canonicat à Rennes, 1324 ; d'obtenir l'entrée au couvent de plusieurs postulantes ; d'accorder le différend entre l'évêque du Mans, Pierre, et Jean de Châtres, maître de la Maison-Dieu du Saint-Sépulcre, révoqué après en avoir amélioré les terres et vignes, 16 février 1321.
Guy de Laval était curé de Maidstone, au diocèse de Cantorbéry, attaché comme clerc à la personne de Jean de Bretagne, son parent, ce qui lui vaut la faveur de toucher le revenu de ses bénéfices sans résidence et sans se faire promouvoir au sacerdoce (27 mars 1320) ; il était alors trésorier du chapitre d'Angers, bénéficier d'une chapelle dans l'église de la Guerche (1324), et postulait encore une prébende à Paris (31 mai 1324), à condition toutefois de se démettre de la cure de Maidstone.
Élu enfin à l'évêché de Quimper le 18 juin 1324, il résigne à Guillaume Ouvrouin de Laval, son canonicat du Mans (7 juillet 1324). Mais cette promotion à l'évêché de Quimper, ne le satisfait pas et il bénéficie d'un sursis d'un an à compter de la Toussaint 1324 pour se faire consacrer. il réussit à obtenir  presque aussitôt sa translation au siège du Mans, accompagnée de la faveur de l'indulgence in articulo mortis, du choix du prélat qui lui donnerait le sacerdoce, et du droit de nommer deux notaires, clercs dans les ordres mineurs et non mariés.
Il confirma en 1329 les statuts de la Confrérie, fondée en l'honneur de Notre-Dame et de saint Julien du Mans, dans la chapelle de Pruillé.
En 1330, il obtint du pape Jean XXII, la réunion à la mense de son évêché des paroisses de Segré, Larchamp, Saint-Pierre-des-Landes, à condition qu'on laisserait une portion congrue pour l'entretien des vicaires qui résideraient dans ces paroisses. 
Il mourut en avril 1338.

## Héraldique
Ses armoiries sont :Ecartelé au I d'azur à trois fleurs de lys d'or, au II et III d'or à la croix de gueules cantonnée de seize alérions d'azur ordonnés 2 et 2 et chargée de cinq coquilles d'argent, au IV d'azur à trois fleurs de lys d'or chargé d'un bande camponnée de gueules et d'argent, sur le tout de gueules au lion d'argent.

## Source partielle
- « Guy de Laval (évêque) », André René Le Paige, Dictionnaire topographique historique généalogique et bibliographique de la province du Maine, 1777 [détail des éditions] (lire sur Wikisource)
- « Guy de Laval (évêque) », dans Alphonse-Victor Angot et Ferdinand Gaugain, Dictionnaire historique, topographique et biographique de la Mayenne, Laval, A. Goupil, 1900-1910 [détail des éditions] (BNF 34106789, présentation en ligne), t. IV, p. 535, 536.